# Le Petit Soldat
Le Petit Soldat è un film del 1963 scritto e diretto da Jean-Luc Godard.
Secondo lungometraggio del regista, viene realizzato quasi in contemporanea all'uscita del precedente Fino all'ultimo respiro (1960), rivelatosi un successo imprevedibile: incorso però nella censura per aver mostrato l'uso della tortura da parte delle forze filo-francesi nella guerra d'Algeria allora in corso, uscirà solamente nel 1963.
Si tratta dunque della prima collaborazione in ordine cronologico di Godard con l'attrice Anna Karina.

## Trama
Bruno Forestier, un giovane appartenente a un'organizzazione terrorista di estrema destra che combatte la resistenza algerina, giunge a Ginevra dalla Francia. Come copertura per il fatto di avere disertato dall'esercito ha un lavoro da fotografo. Il capo dei terroristi neri, un deputato poujadista, lo incarica di uccidere un giornalista della radio svizzera, Palivoda, sostenitore della causa algerina. Un amico fa conoscere a Bruno una ragazza che vorrebbe fare la fotomodella e scommette 50 dollari che si innamorerà di lei; poco dopo avergli presentato Véronica, aspirante attrice, incassa la scommessa.
Bruno si reca a casa della ragazza per un servizio fotografico; la interroga e viene a sapere che è una russa nata a Copenaghen e che i genitori sono stati fucilati durante la guerra. Anche Véronica dimostra interesse per lui. Il dialogo fra i due serve a esporre alcune convinzioni del regista a proposito del Cinema.
Il giorno seguente, Bruno si accinge ad assassinare Palivoda, ma una serie di casi fortuiti glielo impedisce. Deve desistere, e poco dopo viene catturato da un commando del FLN algerino che agisce a Ginevra. Rinchiuso in un appartamento viene torturato, ma riesce a fuggire in maniera rocambolesca. Si rifugia da Véronica mentre ha ancora le manette ai polsi e scopre che lei ha le chiavi per aprirle: anche la ragazza infatti fa parte del commando filo-algerino, però si è innamorata e ha intenzione di lasciare i complici.
Ma Véronica viene a sua volta rapita dai terroristi neri dell'OAS, per costringere Bruno a portare a termine la missione omicida. Il ragazzo uccide il giornalista, ma scopre che per Véronica è troppo tardi: è stata torturata e uccisa dai suoi rapitori. «Mi restava solo una cosa» dice la voce fuori campo di Bruno nel finale, «imparare a non essere amaro: ma ero contento, perché mi restava davanti tanto tempo».

## Produzione
Godard ha dichiarato che il film «è la storia di un agente segreto, un uomo fiero di essere francese [...] [che] è ancora un ragazzino, per questo l'ho chiamato Le Petit Soldat». L'interesse di Godard nel fare un film sulla guerra d'Algeria nacque per smentire la fama di disimpegno degli autori della sua generazione: «si rimprovera alla Nouvelle Vague di mostrare solo gente a letto; voglio mostrare adesso gente che fa politica e che non ha tempo di andare a letto». In questo modo si attirerà critiche sia da destra che da sinistra, fino al punto di ricevere lettere minatorie.
In fase di sceneggiatura, Godard scelse di raccontare la storia come un lungo flashback, con come ispirazione esplicita La signora di Shanghai di Orson Welles; la voce narrante vorrebbe essere il diario di Bruno che cerca di giustificarsi davanti alla macchina da presa come davanti a un avvocato o a uno psichiatra.
Anna Karina aveva già incontrato Godard l'anno precedente, in occasione di un provino per un ruolo minore in Fino all'ultimo respiro, senza però ottenere la parte. Al momento di assegnare i ruoli de Le Petit Soldat, Godard le invia un telegramma proponendole il ruolo di protagonista. I dialoghi tra il suo personaggio e Bruno sono scritti pensando a lei: nella scena della seduta fotografica, è Godard a porle le domande piene di complimenti, poi sostituito nel montaggio dal piano alternato di Michel Subor. È il suo modo di corteggiarla. I due si sposeranno nel 1961.
Un articolo su  Cahiers du cinéma uscita ai tempi della produzione del film si focalizza subito nel superamento del linguaggio in quanto codice superficialmente condiviso. Nel «Petit soldat, da una parte Godard, riunendo una cosa e il suo contrario dimostra, se ce ne fosse bisogno, che la vita è più ricca del pensiero, come il cinema lo è più del linguaggio». In questo suo secondo lungometraggio Godard pone le basi per la propria ricerca il cui linguaggio sarà, scrive Piero Raffa, «di tipo saggistico-didascalico che ha per modello (alla lontana per il medium, più prossimo per l'ideologia) l'opera di Brecht». In  Italia l'accoglienza del critico Tullio Kezich nel 1970, a proposito dell'autore del film, parla di fantapolitica «con l'aggravante  che tutto il suo amore di Hitchcock non riesce a fare di Godard nemmeno un pallido imitatore del maestro, sicché la parte avventurosa è tirata via a spregio dello spettatore».  Il critico italiano però loda «il primo dialogo d'amore tra "le petit soldat" e la Karina in una camera dai muri bianchi, mentre lui la fotografa e parla in continuazione».

## Censura e distribuzione
Il film viene censurato durante la seduta della Commissione di controllo il 7 settembre 1960, con 13 voti a favore, 6 contro e 1 astenuto. Il ministro gollista dell'informazione Louis Terrenoire bandisce dunque il film con le motivazioni: «1) Il fatto che suddette torture vengano eseguite da membri del FLN non può modificare il giudizio che dev'essere espresso contro tali pratiche e le loro rappresentazioni sullo schermo. 2) In un momento in cui tutti i giovani francesi sono chiamati a servire e combattere in Algeria, non pare possibile che il comportamento opposto [la diserzione] sia menzionato, mostrato e addirittura giustificato. Il fatto che suddetto personaggio sia paradossalmente impegnato in un'azione antiterroristica non cambia il problema. 3) Le parole messe in bocca al protagonista di un film con le quali l'azione della Francia in Algeria viene descritta come priva di un ideale, mentre si difende ed esalta la causa della ribellione, costituiscono da sole, nelle circostanze attuali, motivo di divieto». Il deputato di estrema destra Jean-Marie Le Pen propone addirittura in parlamento l'espulsione dalla Francia di Godard, all'epoca ancora cittadino svizzero.
La censura venne meno a guerra terminata e il film finì per essere distribuito nelle sale cinematografiche francesi il 25 gennaio 1963.

## Citazioni e riferimenti
- Bruno, descritto come un uomo senza ideali, presenta riferimenti politici eterogenei: milita in un'organizzazione antesignana dell'OAS, ma legge il marxista in gioventù (e poi gollista) André Malraux; rimpiange che la sua generazione non abbia una causa ideale come la guerra civile spagnola; in una scena di dialogo con Véronica dice «C'è questa frase molto bella, di chi è? Credo sia di Lenin: L'etica è l'estetica dell'avvenire».
- In Fino all'ultimo respiro, la protagonista femminile si chiede: «Non so se sono infelice perché non sono libera, o non sono libera perché sono infelice». Qui Bruno si dirà: «Non erano più le luci di Ginevra, ma quelle di Rio de Janeiro. Ero felice di essere libero, o ero libero di essere felice?».
- Michel Subor ha interpretato nuovamente Bruno a oltre trent'anni di distanza in Beau Travail.